# 黄褐毛忍冬
黄褐毛忍冬（学名：[Lonicera fulvotomentosa] 错误：{{Lang}}：文本有斜体标记（帮助））为忍冬科忍冬属的植物，是中国的特有植物。分布在中国大陆的贵州、云南、广西等地，生长于海拔850米至1,300米的地区，一般生长在山坡岩旁灌木林中，目前尚未由人工引种栽培。